# 石梯水库 (枣阳)
石梯水库是中国湖北省襄阳市枣阳市境内的一座水库，位于沙河上游，建于1967年。水库正常库容为4783万立方米，集雨面积为76平方千米，海拔为199米。